# 聖馬利亞教堂 (楠特威奇)

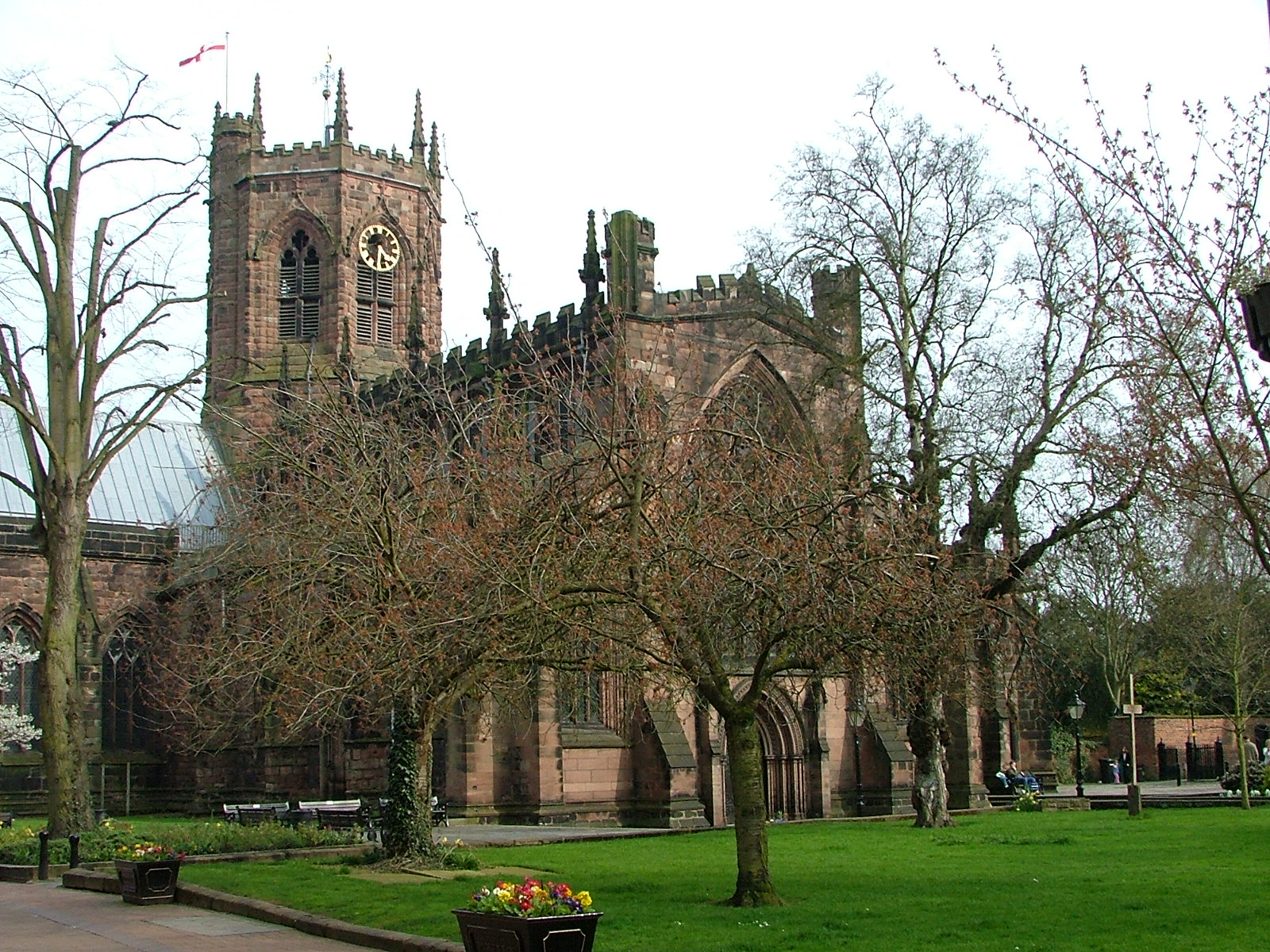
聖馬利亞教堂

聖馬利亞教堂（英語：St Mary's Church）是英國英格蘭柴郡城市楠特威奇市中心的一座英國國教會的教堂。這座教堂是英格蘭的國家遺產，並且是英國的I級登錄建築。教堂又稱南柴郡大教堂，是英格蘭最美麗的中世紀教堂之一。教堂的歷史可以追溯至14世紀。

## 外部連結
- Photographs of the church building and activities
- Photographs by Craig Thornber of the church's architecture （页面存档备份，存于）
- Photographs by Craig Thornber of the furnishings and monuments （页面存档备份，存于）
- Corpus Vitrearum Medii Aevi of Great Britain (stained glass) （页面存档备份，存于）